# Samariscus triocellatus
Samariscus triocellatus är en fiskart som beskrevs av Woods, 1960. Samariscus triocellatus ingår i släktet Samariscus och familjen Samaridae. Inga underarter finns listade i Catalogue of Life.